# Дриллер, Райан
Райан Дриллер (англ. Ryan Driller; родился 17 августа 1982 года, Денвер, Колорадо, США) — американский порноактёр.

## Биография
Дриллер родился и вырос в городе Литлтон (Колорадо). Также он жил в Ки-Уэсте, штат Флорида, в течение семи лет. Он пробовал себя в карьере на радио до того, как начать карьеру в индустрии «для взрослых». В разное время работал спасателем на воде, барменом и капитаном судна.
Он снимался в гетеросексуальном порно под именем «Райан Дриллер» и в гей-порно под именем «Джереми Билдинг». Он появился в эпизоде комедийного шоу «Горение с Джеффом Россом».
Дриллер выразил свою поддержку Хиллари Клинтон во время Президентских выборов в США в 2016 году.

## Награды и номинации
- 12 номинаций на премию «AVN Awards» (2011, 2012, 2014, 2015, 2016, 2017).
- премия «NightMoves Awards» (2015) и номинация на неё (2014).
- 5 премий «XBIZ Award» (2014, 2016, 2017) и 20 номинаций на неё (2010, 2014, 2015, 2016, 2017).
- 4 номинации на премию «XRCO Award» (2010, 2011, 2014, 2016).